# Хосе Саласар
Хосе Саласар (ісп. José Zalazar, нар. 26 жовтня 1963, Монтевідео) — уругвайський футболіст, що грав на позиції нападника, зокрема за низку клубних іспанських команд, а також національну збірну Уругваю.

## Клубна кар'єра
У дорослому футболі дебютував 1983 року виступами за команду «Пеньяроль», в якій провів п'ять сезонів. За цей час тричі виборював титул чемпіона Уругваю.
Згодом протягом 1986–1987 років грав у Мексиці за «Текос», після чого був запрошений до Іспанії, де протягом сезону захищав кольори «Кадіса». У 1988–1989 роках знову виступав за мексиканський «Текос», після чого знову перебрався до Іспанії, цього разу приєднавшись до друголігового на той час «Еспаньйола».
1990 року перейшов до іншого представника Сегунди, команди «Альбасете», у складі якої у першому ж сезоні підвищився в класі до іспанської Прімери. Протягом наступних п'яти сезонів був основним гравцем «Альбасете» на рівні елітного іспанського дивізіону. Був одним з головних бомбардирів команди, маючи середню результативність на рівні 0,33 гола за гру першості.
1996 року «Альбасете» втратив місце у Прімері, проте уругваєць ще протягом сезону грав у цій лізі, цього разу у складі «Расінга» (Сантандер).
Згодом по пів року відіграв на батьківщині за команди «Насьйональ» та «Белья Віста», після чого знову повернувся до Іспанії, де провів останній сезон своєї професійної кар'єри у складі того ж «Альбасете», на той час одного з аутсайдерів Сегунди.

## Виступи за збірні
1983 року залучався до складу молодіжної збірної Уругваю.
1984 року дебютував в офіційних матчах у складі національної збірної Уругваю. Був у її складі учасником чемпіонату світу 1986 року у Мексиці.
Загалом протягом десятирічної кар'єри у національній команді провів у її формі 29 матчів, забивши чотири голи.

## Особисте життя
Батько футболіста Мауро Саласара. Старші сини Хосе — Кукі та Родріго також професійні футболісти.

## Титули й досягнення
- Чемпіон Уругваю (3):

«Пеньяроль»: 1982, 1985, 1986